# Horst-Hannes Cerjak
Horst-Hannes Cerjak (* 22. November 1939 in Klagenfurt) ist ein österreichischer Werkstoffwissenschaftler und emeritierter Universitätsprofessor.

## Werdegang
Von 1958 bis 1963 studierte er Eisenhüttenwesen an der Montanistischen Hochschule Leoben. 1963 wechselte er an die Technische Hochschule Hannover ans Institut für Werkstoffkunde B und schrieb seine Dissertation über Grundsätze der Verfestigungsmechanismen in Metallen. 1966 promovierte er dort. 1967 begann er eine Industrietätigkeit bei der Siemens AG in Erlangen. Parallel dazu war er seit 1974 Lehrbeauftragter an der Montanuniversität Leoben, wo er 1979 habilitierte. 1982 erfolgte die Berufung zum ordentlichen Universitätsprofessor für Werkstoffkunde und Schweißtechnik an die Technische Universität Graz. Von 2003 bis 2007 war er dort auch Vizerektor. 2008 erfolgte die Emeritierung.

## Preise und Auszeichnungen
- 2008: 1. Preis des Houskapreises.
- 2010: Comfort A. Adams Lecture
- 2011: Distinguished Member AWS Alberta Section
- etc.[4][5]

## Forschungsschwerpunkte
Werkstoffkunde und Schweißtechnik

## Veröffentlichungen
- TU Graz, Veröffentlichungen